# Mezinárodní letiště Davida Budovatele
Mezinárodní letiště Davida Budovatele (gruzínsky ქუთაისის საერთაშორისო აეროპორტ, IATA: KUT, ICAO: UGKO) je mezinárodní letiště u města Kutaisi v Gruzii. Je jedním ze tří největších gruzínských letišť spolu s mezinárodním letištěm Tbilisi u hlavního města Tbilisi a mezinárodním letištěm Batumi u města Batumi u Černého moře na jihozápadě země. Pojmenováno je po Davidu IV. Budovateli, gruzínském králi, který vládl na přelomu jedenáctého a dvanáctého století. Podle nejbližšího sídla Kopitnari se mu říká také letiště Kopitnari, podle Kutaisi vzdáleného přibližně 14 kilometrů severovýchodně se mu říká také letiště Kutaisi. Provozuje ho státní společnost United Airports of Georgia.
Letiště má jedinou vzletovou a přistávací dráhu a zaměřuje se na nízkonákladové letecké společnosti – hlavním uživatelem je Wizz Air, letiště používají také Ukraine International Airlines, Ural Airlines a Pegasus Airlines.
Pozemní spojení do čtrnáct kilometrů vzdáleného Kutaisi i do vzdálenějších měst je možné maršrutkami. Severně od letiště vede železniční trať, ale nejbližší zastávka (Kopitnari) je vzdálena od terminálu přes dva kilometry. Město Samtredia ležící zhruba deset kilometrů západně od letiště je celostátně významným dálničním i železničním uzlem.